# Saint-Amand-Montrond (quận)
Quận Saint-Amand-Montrond là một quận của Pháp, nằm ở tỉnh Cher, ở vùng Centre. Quận này có 11 tổng và 116 xã.

## Các đơn vị hành chính

### Các tổng
Các tổng của quận Saint-Amand-Montrond là: 
1. Charenton-du-Cher
2. Châteaumeillant
3. Châteauneuf-sur-Cher
4. Le Châtelet
5. Dun-sur-Auron
6. La Guerche-sur-l'Aubois
7. Lignières
8. Nérondes
9. Saint-Amand-Montrond
10. Sancoins
11. Saulzais-le-Potier

### Các xã
Các xã của quận Saint-Amand-Montrond, và mã INSEE là: 
| 1. Ainay-le-Vieil (18002)               | 2. Apremont-sur-Allier (18007)         | 3. Arcomps (18009)                    | 4. Ardenais (18010)                |
| 5. Arpheuilles (18013)                  | 6. Augy-sur-Aubois (18017)             | 7. Bannegon (18021)                   | 8. Beddes (18024)                  |
| 9. Bessais-le-Fromental (18029)         | 10. Blet (18031)                       | 11. Bouzais (18034)                   | 12. Bruère-Allichamps (18038)      |
| 13. Bussy (18040)                       | 14. Chalivoy-Milon (18045)             | 15. Chambon (18046)                   | 16. Charenton-du-Cher (18052)      |
| 17. Charly (18054)                      | 18. Chaumont (18060)                   | 19. Chavannes (18063)                 | 20. Chezal-Benoît (18065)          |
| 21. Châteaumeillant (18057)             | 22. Châteauneuf-sur-Cher (18058)       | 23. Cogny (18068)                     | 24. Colombiers (18069)             |
| 25. Contres (18071)                     | 26. Cornusse (18072)                   | 27. Corquoy (18073)                   | 28. Cours-les-Barres (18075)       |
| 29. Coust (18076)                       | 30. Croisy (18080)                     | 31. Crézançay-sur-Cher (18078)        | 32. Cuffy (18082)                  |
| 33. Culan (18083)                       | 34. Drevant (18086)                    | 35. Dun-sur-Auron (18087)             | 36. Farges-Allichamps (18091)      |
| 37. Faverdines (18093)                  | 38. Flavigny (18095)                   | 39. Germigny-l'Exempt (18101)         | 40. Givardon (18102)               |
| 41. Grossouvre (18106)                  | 42. Ids-Saint-Roch (18112)             | 43. Ignol (18113)                     | 44. Ineuil (18114)                 |
| 45. Jouet-sur-l'Aubois (18118)          | 46. La Celette (18041)                 | 47. La Celle (18042)                  | 48. La Celle-Condé (18043)         |
| 49. La Chapelle-Hugon (18048)           | 50. La Groutte (18107)                 | 51. La Guerche-sur-l'Aubois (18108)   | 52. La Perche (18178)              |
| 53. Lanthan (18121)                     | 54. Le Chautay (18062)                 | 55. Le Châtelet (18059)               | 56. Le Pondy (18183)               |
| 57. Lignières (18127)                   | 58. Loye-sur-Arnon (18130)             | 59. Lugny-Bourbonnais (18131)         | 60. Maisonnais (18135)             |
| 61. Marçais (18136)                     | 62. Meillant (18142)                   | 63. Menetou-Couture (18143)           | 64. Montlouis (18152)              |
| 65. Morlac (18153)                      | 66. Mornay-Berry (18154)               | 67. Mornay-sur-Allier (18155)         | 68. Neuilly-en-Dun (18161)         |
| 69. Neuvy-le-Barrois (18164)            | 70. Nozières (18169)                   | 71. Nérondes (18160)                  | 72. Orcenais (18171)               |
| 73. Orval (18172)                       | 74. Osmery (18173)                     | 75. Ourouer-les-Bourdelins (18175)    | 76. Parnay (18177)                 |
| 77. Préveranges (18187)                 | 78. Raymond (18191)                    | 79. Reigny (18192)                    | 80. Rezay (18193)                  |
| 81. Sagonne (18195)                     | 82. Saint-Aignan-des-Noyers (18196)    | 83. Saint-Amand-Montrond (18197)      | 84. Saint-Baudel (18199)           |
| 85. Saint-Christophe-le-Chaudry (18203) | 86. Saint-Denis-de-Palin (18204)       | 87. Saint-Georges-de-Poisieux (18209) | 88. Saint-Germain-des-Bois (18212) |
| 89. Saint-Hilaire-de-Gondilly (18215)   | 90. Saint-Hilaire-en-Lignières (18216) | 91. Saint-Jeanvrin (18217)            | 92. Saint-Loup-des-Chaumes (18221) |
| 93. Saint-Maur (18225)                  | 94. Saint-Pierre-les-Bois (18230)      | 95. Saint-Pierre-les-Étieux (18231)   | 96. Saint-Priest-la-Marche (18232) |
| 97. Saint-Saturnin (18234)              | 98. Saint-Symphorien (18236)           | 99. Saint-Vitte (18238)               | 100. Sancoins (18242)              |
| 101. Saulzais-le-Potier (18245)         | 102. Serruelles (18250)                | 103. Sidiailles (18252)               | 104. Tendron (18260)               |
| 105. Thaumiers (18261)                  | 106. Torteron (18265)                  | 107. Touchay (18266)                  | 108. Uzay-le-Venon (18268)         |
| 109. Vallenay (18270)                   | 110. Venesmes (18273)                  | 111. Vereaux (18275)                  | 112. Vernais (18276)               |
| 113. Verneuil (18277)                   | 114. Vesdun (18278)                    | 115. Villecelin (18283)               | 116. Épineuil-le-Fleuriel (18089)  |